# Carl Koch (filolog)
Carl Olof (förkortat C.O.) Koch, född 25 november 1877 i Vågsäter, Valbo-Ryrs socken, Älvsborgs län, död 7 januari 1953 i Stockholm, var en svensk lärare och författare av läroböcker och ordböcker. 

## Biografi
Carl Koch blev 1906 filosofie doktor vid Göteborgs högskola, var 1906–1909 lärare vid Lundsbergs skola, 1909–1920 lektor  i tyska och engelska vid Jönköpings högre allmänna läroverk och blev 1920 lektor i engelska och franska vid högre allmänna läroverket å Södermalm i Stockholm. Han var även 1920–1929 lärare vid Anna Sandströms högre lärarinneseminarium, 1921–1931 medlem av redaktionen för Pedagogisk tidskrift, från 1920 medlem av examensnämnden för studentexamen med privatist, 1925-1927 föreståndare för svensk-franska studiekursen i Grenoble och från 1934 lärare i franska vid Krigshögskolan.
Han reviderade tredje upplagan av Thekla Hammar, Svensk-fransk ordbok (1:a upplagan 1936; 3:e upplagan 1954), men hann avlida året innan den utgavs.
Hans föräldrar var lantbrukaren Carl S. Koch och Martina Fröding. Han gifte sig 1914 med Ida Unger (född 1885), dotter till kontraktsprosten Jonas Unger och Hilda Svensson.